# Milano odia: la polizia non può sparare
Milano odia: la polizia non può sparare è un film del 1974, diretto da Umberto Lenzi. È considerato uno dei più violenti noir italiani.
È il primo film in cui Tomas Milian è doppiato da Ferruccio Amendola.

## Trama

Giulio Sacchi interpretato da Tomas Milian

Marilù Porrino (Laura Belli) in una scena

Vittorio Pinelli in una scena

Milano. Giulio Sacchi è un delinquente sadico, vigliacco e sessualmente ambiguo. Manda a monte una rapina perché non riesce a mantenere i nervi saldi, uccidendo a bruciapelo un vigile urbano che voleva multarlo per divieto di sosta. Questo gli costa un feroce pestaggio e l'esclusione dalla banda, il cui boss Ugo Maione (anche proprietario di una sala biliardi) è legato a profondi codici d'onore e tutto sommato nessuno del clan è un sanguinario.

Sacchi passa le giornate al bar, con i suoi amici Carmine e Vittorio, o in casa con la fidanzata Ione, alla quale chiede continuamente soldi. Ma Sacchi è anche ambizioso e desidera diventare ricco e importante e far carriera nel mondo della malavita. Per ottenere questo, insieme a Carmine e Vittorio, decide di rapire Marilù, figlia del commendatore Porrino, il principale di Ione. Rubata l'auto a Ione, il trio si reca da "Papà", un trafficante di armi e chiede tre sten. Il trafficante vuole 100 000 £ di deposito per mitra (che resta a lui se l'arma uccide qualcuno) e dopo sei mesi di utilizzo bisogna pagare 300 000 £.
Sacchi quindi dovrebbe pagare 1 200 000 £, ma uccide Papà e la sua compagna, un'ex prostituta; poi segue l'auto sulla quale stanno viaggiando Marilù e il suo fidanzato Gianni. La coppietta si apparta nel bosco. Sacchi fa ingurgitare a Carmine delle anfetamine con del whisky; quindi i tre sorprendono la coppia. Sacchi inizia a fare delle boccacce sul finestrino della macchina, spaventando Marilù e Gianni, mentre Carmine e Vittorio bloccano l'automobile. Gianni reagisce, ma viene ucciso dai colpi di mitraglietta sparati da Carmine. Marilù riesce poi a fuggire e raggiunge una villa dove, ancora sotto shock, chiede aiuto. Tuttavia i ricchi borghesi che abitano la villa non capiscono subito la situazione, poiché Marilù è in stato confusionale e non riesce a spiegarsi bene.
I tre banditi, che l'hanno seguita, irrompono a sorpresa nell'abitazione. Comincia allora una serie di sevizie perpetrate dai tre con efferata violenza: Sacchi, imbottito di alcool obbliga l'uomo a praticargli una fellatio, quindi appende al lampadario le due donne e l'uomo, e inizia a seviziarli. Infine, quasi impazzito, li uccide a colpi di mitraglietta e uccide anche una bambina, che stava dormendo al piano superiore della villa. Il commissario Walter Grandi, accorso su tutte le scene dei delitti perpetrati da Sacchi e dalla sua banda, si rende conto di avere a che fare con uno psicopatico, e si ricorda il volto di Sacchi, intravisto tra la folla raccolta attorno al cadavere di un metronotte che Sacchi aveva ucciso dopo essere stato sorpreso a scassinare un distributore di sigarette.
Intanto Sacchi contatta il padre di Marilù, e fissa il prezzo del riscatto. Porrino, preoccupato, si rivolge al commissario Grandi, che chiede all'uomo di non cedere ai ricatti di Sacchi, ma l'uomo si prepara immediatamente a consegnare la cifra pattuita. Intanto la stampa riporta la notizia del rapimento di Marilù, e della tremenda strage accaduta nella villa. Sacchi riesce a crearsi un alibi con l'aiuto di Maione, proprietario di un bar, che nonostante l'odio che nutre verso Sacchi, si convince a dichiarare alla polizia, qualora lo interrogasse, che Sacchi si trovava nel suo locale la notte del rapimento di Marilù. Sacchi continua a mostrarsi come un pericoloso psicopatico, uccidendo anche Ione, dopo averle confessato che la strage nella villa è stata opera sua. Con una scusa, la porta con la macchina su uno strapiombo e la getta nel lago di Como insieme all'auto.
In un barcone abbandonato, intanto, Marilù è legata e spaventata. A nulla servono i tentativi di tranquillizzarla, da parte di Carmine, che sembra il più "umano" dei tre sequestratori. Sacchi irrompe nel relitto e insulta Marilù, che reagisce. Sacchi si scatena e ordina a Vittorio di violentarla. Alla fine, incassato il riscatto, Sacchi uccide Marilù provocando la reazione di Carmine, che lo assale furioso; Sacchi, ormai impazzito, lo uccide. Vittorio va a recuperare le valigette con dentro il riscatto, e quando Sacchi gli rivela di aver appena ucciso Carmine gli si scaglia contro, ma viene ucciso anch'egli.
Sacchi si impossessa di metà del riscatto e, mentre fugge dalla Polizia, lascia cadere un pesante borsone con 250 milioni di lire, che viene recuperato dagli agenti; anche stavolta, tenta di crearsi un alibi con la complicità di Maione, ma il commissario Grandi lo fa comunque arrestare, essendo il principale sospettato del rapimento e dei vari omicidi. Non essendo stati trovati, però, elementi per incriminarlo, Sacchi viene rimesso in libertà.
Alcuni giorni dopo è seduto al tavolino di un bar a bere champagne, e racconta ad altri ragazzi le sue imprese. A un tratto arriva Grandi, zoppicante a causa di Sacchi, che gli ha sparato alle gambe mentre scappava dal barcone. Grandi è ormai deciso a fare una volta per tutte giustizia. Gli amici di Sacchi si allontanano e lui rimane solo di fronte al commissario, iniziando a perdere la sua spavalderia e a scappare, venendo inseguito dall'ormai ex commissario che, raggiuntolo, gli spara e dopo un breve scambio di colpi lo uccide, facendolo cadere su un cumulo di rifiuti.

## Produzione

### Regia
Umberto Lenzi era reduce dai suoi gialli erotici, con protagonista Carroll Baker, ma aveva intuito che il filone si stava esaurendo. Luciano Martino, produttore fratello del regista Sergio, cominciò a investire sul poliziottesco, genere che rispecchiava i tempi (terrorismo, rapine, violenze sessuali), e commissionò una sceneggiatura a Ernesto Gastaldi, proponendo a Lenzi di dirigere il film. Lenzi accettò e accentuò la connotazione sociale di Giulio Sacchi.
Lenzi si era già cimentato con il genere poliziottesco, nel 1973 diresse infatti Milano rovente, ambientato nel mondo della prostituzione.

### Cast
Per interpretare la parte dei sequestratori furono scelti Richard Conte e Gino Santercole, mentre per la parte del commissario fu scelto Ray Lovelock. Mancava solo il ruolo del terzo sequestratore, fino a quando fu scelto Tomas Milian, che però quando lesse il copione scelse di interpretare Giulio Sacchi, il sadico protagonista. Così Ray Lovelock interpretò l'altro sequestratore, quello "buono", l'alter ego di Giulio Sacchi.

Ray Lovelock interpreta Carmine, deuteragonista di Giulio Sacchi

Henry Silva, inoltre, si ritrovò a interpretare il commissario dopo la rinuncia di Conte in quello che fu il suo primo ruolo da "buono", dato che fino ad allora aveva interpretato sempre ruoli da antagonista.

### Riprese
Il film fu girato a Milano, Lugano, Bergamo e Roma (gli interni). Durante la lavorazione del film, per interpretare meglio il personaggio, Tomas Milian faceva uso di alcolici e stupefacenti, come ammesso da lui stesso.
Alcune scene di inseguimento in auto provengono da Milano trema: la polizia vuole giustizia, diretto da Sergio Martino nel 1973, che verranno riutilizzate anche in Roma a mano armata, sempre di Umberto Lenzi, uscito due anni dopo.

## Distribuzione
Il film in Italia uscì l'8 agosto 1974, mentre negli Stati Uniti venne distribuito nelle sale con il titolo Almost Human, nel novembre 1975.

## Accoglienza

### Critica
Il film è considerato da molti un poliziottesco, ma in realtà i legami col genere allora emergente sono marginali: l'inseguimento iniziale e il commissario tutto d'un pezzo, dal volto inespressivo, interpretato da Silva, che però rimane in secondo piano. Il film ha anche echi horror nella scena delle sevizie nella villa, ed è piuttosto un noir metropolitano.
Il messaggio del film è considerato molto ambiguo o addirittura nichilista, poiché sembra voler affermare che a violenza risponde necessariamente altra violenza. Allo stesso tempo nella scena finale del film la violenza sembra avere una valenza catartica, dove il pubblico trova una soluzione all'efferatezza della vicenda.
Il film, inoltre, offre un disincantato ritratto dell'Italia degli anni settanta, lacerata da scontri di classe e pervasa da un clima di insicurezza e disordine. La figura del commissario Grandi, che, seguendo l'esempio di Clint Eastwood in Ispettore Callaghan: il caso Scorpio è tuo!, decide di fare giustizia fuori dalla legalità, pone l'accento sulla difficoltà che la polizia aveva in quegli anni nel fermare l'ondata di violenza, secondo una parte dell'opinione pubblica a causa di leggi troppo permissive e garantiste. Rimane celebre la frase pronunciata da Sacchi a tale proposito: "Ci vogliono prove grandi come il grattacielo della Pirelli per mandare uno all'ergastolo". Anche su questo punto però il film è ambiguo, in quanto la figura del commissario, interpretato da Silva, non emerge chiaramente come quella dell'eroe, anche a causa dell'incisività con cui è rappresentato l'"antieroe" Sacchi.

### Incassi
Il film riscosse un ottimo successo commerciale, incassando 1.168.745.000 lire dell'epoca, ma venne bollato dall'unanimità dei critici cinematografici italiani come fascista e reazionario.

## Omaggi
- John Zorn, i Sikitikis e i Calibro 35 hanno reinterpretato il tema principale della colonna sonora (di Ennio Morricone), come omaggio al genere cinematografico e a quello musicale tipico delle soundtrack dei poliziotteschi dell'epoca
- La Dogo Gang nella persona di Ted Bundy ha composto la canzone Milano Odia, in cui viene in parte citato il titolo del film: Milano odia e la pula non può sparare
- Il finale del film viene ripreso nel video musicale di Max Pezzali Il mio secondo tempo dove lo stesso cantante interpreta Giulio Sacchi mentre tenta la fuga dal commissario Grandi che lo vuole giustiziare personalmente